# 茂木滋
茂木 滋（もぎ しげる、1973年8月19日 - ）は、日本の男性声優。碗-one-プロダクション所属。神奈川県出身。

## 略歴
勝田声優学院を経て、81プロデュースに所属していた。現在は碗-one-プロダクションに所属している。

## 人物
声種はテノール。
趣味は韓国ドラマ鑑賞、パチスロ。趣味はジャグリング。

## 出演作品

### テレビアニメ
- 天地無用! GXP（2002年、山田西南）
- 藍より青し〜縁〜（2003年、少年A）
- ごくせん（2004年、石塚）
- 砂ぼうず（2004年、小出水満）
- デュエル・マスターズ チャージ（2004年、相手B）
- 妄想代理人（2004年）
- わがまま☆フェアリー ミルモでポン! ごおるでん（2004年、シチロー）
- MAJOR 2ndシーズン（2005年、矢部）

### OVA
- 天地無用! 魎皇鬼4期（山田西南）

### ゲーム
- エンドセクター（1998年）
- プリンセスメーカー
- ユーディーのアトリエ 〜グラムナートの錬金術士〜（2002年）

### ドラマCD
- カルマ13（諫早ユウタ）
- ケータイ少女（相田尋）
- 天然!絶滅ヒーロー!!（店員B）

### BLCD
- 愛人淫魔（男子生徒A）
- ヴァージンラブ（野黒物産社長の息子）
- JUNK! BOYS〜シンデレラを探せ!〜（仲山史人）

### 吹き替え

#### 映画
- アタック・ナンバーハーフ2 全員集合!（にせピア）
- ファイト・バック・トゥ・スクール

#### アニメ
- ミッキーマウス クラブハウス（2006年、トゥードルズ）
- ごきげん ジミー!（2009年、サミー）